# Volleyball World Beach Pro Tour 2023
Volleyball World Beach Pro Tour 2023 var den andra säsongen av tävlingserien i beachvolley som organiseras av FIVB. Den pågick 1 februari till 9 december 2023. Den hade (som föregående säsong) tre nivåer i stigande statusordning: Future, Challenge and Elite 16. Säsongen avslutas med en tourfinal för de tio bästa lagen.

## Spelkalender[1]
Legend
| Världsmästerskapen |
| Tourfinal          |
| Elite 16           |
| Challenge          |
| Future             |

### Damer
| Turnering                                                                                  | Mästare                                                                       | Tvåa                                                                                   | Trea                                                                         | Fyra                                                                          |
| ------------------------------------------------------------------------------------------ | ----------------------------------------------------------------------------- | -------------------------------------------------------------------------------------- | ---------------------------------------------------------------------------- | ----------------------------------------------------------------------------- |
| Doha Elite 16 Doha, Qatar US$150 000 1–5 februari 2023                                     | Katja Stam (NED) · Raïsa Schoon (NED) · 20–22, 21–14, 15–11                   | Nina Brunner (SUI) · Tanja Hüberli (SUI)                                               | Taliqua Clancy (AUS) · Mariafe Artacho del Solar (AUS) · 12–21, 21–15, 15–10 | Anastasija Samoilova (LAT) · Tīna Graudiņa (LAT)                              |
| La Paz Challenge La Paz, Mexiko US$75 000 16–19 mars 2023                                  | Kristen Nuss (USA) · Taryn Kloth (USA) · 21–16, 21–13                         | Savannah Simo (USA) · Toni Rodriguez (USA)                                             | Tainá Silva (BRA) · Victória Lopes (BRA) · 21–17, 21–18                      | Dorina Klinger (AUT) · Ronja Klinger (AUT)                                    |
| Mt. Maunganui Beach Future Mount Maunganui, Nya Zeeland US$5 000 16–19 mars 2023           | Shaunna Polley (NZL) · Alice Zeimann (NZL) · 21–14, 21–12                     | Olivia MacDonald (NZL) · Julia Tilley (NZL)                                            | Shanice Marcelle (CAN) · Lea Monkhouse (CAN) · 21–16, 21–18                  | Darby Dunn (CAN) · Olivia Furlan (CAN)                                        |
| Tepic Elite 16 Tepic, Mexiko US$150 000 22–26 mars 2023                                    | Sara Hughes (USA) · Kelly Cheng (USA) · 21–14, 15–21, 15–10                   | Eduarda Santos Lisboa (BRA) · Ana Patrícia Ramos (BRA)                                 | Taliqua Clancy (AUS) · Mariafe Artacho del Solar (AUS) · 16–21, 21–17, 19–17 | Marta Menegatti (ITA) · Valentina Gottardi (ITA)                              |
| Coolangatta Beach Future Coolangatta, Australien US$5 000 28 mars–2 april 2023             | Jana Milutinovic (AUS) · Stefanie Fejes (AUS) · 22–20, 21–11                  | Georgia Johnson (AUS) · Jasmine Fleming (AUS)                                          | Majabelle Lawac (VAN) · Sherysyn Toko (VAN) · 24–22, 16–21, 15–6             | Darby Dunn (CAN) · Olivia Furlan (CAN)                                        |
| Itapema Challenge Itapema, Brasilien US$75 000 6–9 april 2023                              | Xue Chen (CHN) · Xia Xinyi (CHN) · 21–18, 21–17                               | Carolina Solberg Salgado (BRA) · Bárbara Seixas (BRA)                                  | Terese Cannon (USA) · Sarah Sponcil (USA) · 21–16, 21–17                     | Esmée Böbner (SUI) · Zoé Vergé-Dépré (SUI)                                    |
| Saquarema Challenge Saquarema, Brasilien US$75 000 13–16 april 2023                        | Valentina Gottardi (ITA) · Marta Menegatti (ITA) · 18–21, 25–23, 15–11        | Tainá Silva (BRA) · Victória Lopes (BRA)                                               | Andressa Cavalcanti (BRA) · Vitória Rodrigues (BRA) · 19–21, 21–12, 15–9     | Monika Paulikienė (LIT) · Ainė Raupelytė (LIT)                                |
| Satun Future Pak Nam, Thailand US$5 000 20–23 april 2023                                   | Nicole Laird (AUS) · Brittany Kendall (AUS) · 12–21, 21–14, 15–9              | Ieva Vasiliauskaitė (LIT) · Erika Kliokmanaitė (LIT)                                   | Valerie Dvorníková (CZE) · Anna Pospíšilová (CZE) · 21–18, 21–19             | Dhita Juliana (INA) · Desi Ratnasari (INA)                                    |
| Uberlândia Elite 16 Uberlândia, Brasilien US$150 000 26–30 april 2023                      | Kristen Nuss (USA) · Taryn Kloth (USA) · 16–21, 24–22, 15–13                  | Mariafe Artacho del Solar (AUS) · Taliqua Clancy (AUS)                                 | Ana Patrícia Ramos (BRA) · Eduarda Santos Lisboa (BRA) · 21–16, 21–13        | Sara Hughes (USA) · Kelly Cheng (USA)                                         |
| Madrid Future Madrid, Spanien US$5 000 18–21 maj 2023                                      | Liliana Fernández (ESP) · Paula Soria (ESP) · 17–21, 21–19, 16–14             | Diana Lunina (UKR) · Tetiana Lazarenko (UKR)                                           | Muriel Bossart (SUI) · Shana Zobrist (SUI) · 21–16, 21–13                    | Wies Bekhuis (NED) · Desy Poiesz (NED)                                        |
| Ostrava Elite 16 Ostrava, Tjeckien US$150 000 31 maj–4 juni 2023                           | Ana Patrícia Ramos (BRA) · Eduarda Santos Lisboa (BRA) · 17–21, 21–14, 15–12  | Terese Cannon (USA) · Sarah Sponcil (USA)                                              | Melissa Humana-Paredes (CAN) · Brandie Wilkerson (CAN) · 21–16, 21–14        | Nina Brunner (SUI) · Tanja Hüberli (SUI)                                      |
| Lecce Future Lecce, Italien US$5 000 8–11 juni 2023                                        | Margherita Bianchin (ITA) · Claudia Scampoli (ITA) · 19–21, 21–19, 15–10      | Katarzyna Kociołek (POL) · Marta Łodej (POL)                                           | Maia Najul (ARG) · Cecilia Peralta (ARG) · 25–23, 21–17                      | Darby Dunn (CAN) · Olivia Furlan (CAN)                                        |
| Spiez Future Spiez, Schweiz US$5 000 8–11 juni 2023                                        | Diana Lunina (UKR) · Tetiana Lazarenko (UKR) · 16–21, 21–9, 15–10             | Michaela Břínková (CZE) · Karin Žolnerčíková (CZE)                                     | Georgia Johnson (AUS) · Jasmine Fleming (AUS) · 21–0, 21–0                   | Nele Schmitt (GER) · Paula Schürholz (GER)                                    |
| Jurmala Challenge Jūrmala, Lettland US$75 000 15–18 juni 2023                              | Melissa Humana-Paredes (CAN) · Brandie Wilkerson (CAN) · 21–17, 21–17         | Esmée Böbner (SUI) · Zoé Vergé (SUI)                                                   | Tīna Graudiņa (LAT) · Anastasija Samoilova (LAT) · 21–11, 20–22, 15–13       | Tainá Silva (BRA) · Victória Lopes (BRA)                                      |
| Lille Future Lille, Frankrike US$5 000 15–18 juni 2023                                     | Melanie Paul (GER) · Hanna-Marie Schieder (GER) · 18–21, 21–17, 18–16         | Aline Chamereau (FRA) · Clémence Vieira (FRA)                                          | Anouk Dupin (FRA) · Ophélie Lusson (FRA) · 21–13, 21–13                      | Maia Najul (ARG) · Cecilia Peralta (ARG)                                      |
| Ios Island Future Íos, Grekland US$5 000 21–24 juni 2023                                   | Wies Bekhuis (NED) · Desy Poiesz (NED) · 21–19, 21–18                         | Franziska Friedl (AUT) · Katharina Schützenhöfer (AUT)                                 | Maia Najul (ARG) · Cecilia Peralta (ARG) · 21–18, 21–19                      | Clara Windeleff (DEN) · Sofia Bisgaard (DEN)                                  |
| Helsingfors Future Helsingfors, Finland US$5 000 29 juni–2 juli 2023                       | Niina Ahtiainen (FIN) · Taru Lahti-Liukkonen (FIN) · 18–21, 21–9, 15–12       | Georgia Johnson (AUS) · Jasmine Fleming (AUS)                                          | Katarzyna Kociołek (POL) · Marta Łodej (POL) · 21–14, 12–21, 15–12           | Melanie Paul (GER) · Hanna-Marie Schieder (GER)                               |
| Messina Future Messina, Italien US$5 000 29 juni–2 juli 2023                               | Margherita Bianchin (ITA) · Claudia Scampoli (ITA) · 21–18, 21–18             | Reka Orsi Toth (ITA) · Giada Bianchi (ITA)                                             | Menia Bentele (SUI) · Anna Lutz (SUI) · 21–10, 21–11                         | Andrea Lorenzová (CZE) · Karin Žolnerčíková (CZE)                             |
| Gstaad Elite 16 Gstaad, Schweiz US$150 000 5–9 juli 2023                                   | Ana Patrícia Ramos (BRA) · Eduarda Santos Lisboa (BRA) · 21–18, 21–18         | Sara Hughes (USA) · Kelly Cheng (USA)                                                  | Kristen Nuss (USA) · Taryn Kloth (USA) · 21–19, 21–16                        | Svenja Müller (GER) · Cinja Tillmann (GER)                                    |
| Espinho Challenge Espinho, Portugal US$75 000 13–16 juli 2023                              | Carolina Solberg Salgado (BRA) · Bárbara Seixas (BRA) · 21–17, 21–14          | Andressa Cavalcanti (BRA) · Vitória Rodrigues (BRA)                                    | Ágatha Bednarczuk (BRA) · Rebecca Cavalcante (BRA) · 21–17, 10–21, 17–15     | Xue Chen (CHN) · Xia Xinyi (CHN)                                              |
| Leuven Future Leuven, Belgien US$5 000 13–16 juli 2023                                     | Zeng Jinjin (CHN) · Lin Meimei (CHN) · 21–16, 21–15                           | Wies Bekhuis (NED) · Kirsten Bröring (NED)                                             | Menia Bentele (SUI) · Anna Lutz (SUI) · 21–14, 21–12                         | Leona Kernen (SUI) · Annique Niederhauser (SUI)                               |
| Edmonton Challenge Edmonton, Kanada US$75 000 20–23 juli 2023                              | Carolina Solberg Salgado (BRA) · Bárbara Seixas (BRA) · 21–14, 21–16          | Valentina Gottardi (ITA) · Marta Menegatti (ITA)                                       | Barbora Hermannová (CZE) · Marie-Sára Štochlová (CZE) · 17–21, 26–24, 15–13  | Esmée Böbner (SUI) · Zoé Vergé-Dépré (SUI)                                    |
| Montreal Elite 16 Montreal, Kanada US$150 000 26–30 juli 2023                              | Melissa Humana-Paredes (CAN) · Brandie Wilkerson (CAN) · 21–15, 16–21, 15–13  | Julia Scoles (USA) · Betsi Flint (USA)                                                 | Xue Chen (CHN) · Xia Xinyi (CHN) · 21–17, 20–22, 15–12                       | Katja Stam (NED) · Raïsa Schoon (NED)                                         |
| Warszawa Future I Warszawa, Polen US$5 000 10–13 augusti 2023                              | Dorina Klinger (AUT) · Ronja Klinger (AUT) · 21–14, 21–19                     | Jagoda Gruszczyńska (POL) · Aleksandra Wachowicz (POL)                                 | Clémence Vieira (FRA) · Aline Chamereau (FRA) · 18–21, 21–18, 15–10          | Sunniva Helland-Hansen (NOR) · Emilie Olimstad (NOR)                          |
| Wenzhou Future Wenzhou, Kina US$5 000 10–13 augusti 2023                                   | Zeng Jinjin (CHN) · Lin Meimei (CHN) · 21–12, 21–15                           | Wang Xinxin (CHN) · Zhu Lingdi (CHN)                                                   | Yan Xu (CHN) · Zhou Mingli (CHN) · 21–19, 21–16                              | Georgia Johnson (AUS) · Jasmine Fleming (AUS)                                 |
| Hamburg Elite 16 Hamburg, Tyskland US$150 000 16–20 augusti 2023                           | Ana Patrícia Ramos (BRA) · Eduarda Santos Lisboa (BRA) · 21–16, 21–17         | Kristen Nuss (USA) · Taryn Kloth (USA)                                                 | Svenja Müller (GER) · Cinja Tillmann (GER) · 21–15, 21–19                    | Carolina Solberg Salgado (BRA) · Bárbara Seixas (BRA)                         |
| Bujumbura Future Bujumbura, Burundi US$5 000 17–20 augusti 2023                            | Liliana Fernández (ESP) · Paula Soria (ESP) · 21–16, 21–11                    | Eva Freiberger (AUT) · Stephanie Wiesmeyr (AUT)                                        | Janne Uhl (GER) · Paula Schürholz (GER) · 21–9, 21–16                        | Yahli Ashush (ISR) · Michal Barannik (ISR)                                    |
| Qidong Future Qidong, Kina US$5 000 17–20 augusti 2023                                     | Yan Xu (CHN) · Zhou Mingli (CHN) · 21–19, 21–16                               | Wang Xinxin (CHN) · Zhu Lingdi (CHN)                                                   | Elizabeth Alchin (AUS) · Kayla Mears (AUS) · 24–26, 21–16, 15–10             | Han Wenqin (AUS) · Yuan Lvwen (AUS)                                           |
| El Alamein Future El Alamein, Egypten US$5 000 23–26 augusti 2023                          | Ieva Vasiliauskaitė (LTU) · Jekaterina Kovalskaja (LTU) · 21–23, 21–18, 15–13 | Iya Lindahl (USA) · Xolani Hodel (USA)                                                 | Gerda Grudzinskaitė (LTU) · Rugilė Grudzinskaitė (LTU) · 24–26, 21–16, 15–10 | Daria Gusarova (CYP) · Erika Nyström (CYP)                                    |
| Baden Future Baden, Österrike US$5 000 23–26 augusti 2023                                  | Dorina Klinger (AUT) · Ronja Klinger (AUT) · 21–12, 21–19                     | Leona Kernen (SUI) · Annique Niederhauser (SUI)                                        | Menia Bentele (SUI) · Anna Lutz (SUI) · 21–17, 22–24, 15–13                  | Melanie Paul (GER) · Hanna-Marie Schieder (GER)                               |
| Brno Future Brno, Tjeckien US$5 000 24–27 augusti 2023                                     | Barbora Hermannová (CZE) · Marie-Sára Štochlová (CZE) · 21–16, 21–19          | Teegan Van Gunst (USA) · Kimberly Hildreth (USA)                                       | Clémence Vieira (FRA) · Aline Chamereau (FRA) · 33–31, 21–19                 | Wies Bekhuis (NED) · Desy Poiesz (NED)                                        |
| Seoul Future Seoul, Sydkorea US$5 000 24–27 augusti 2023                                   | Carly Kan (USA) · Lexy Denaburg (USA) · 21–16, 21–14                          | Charanrutwadee Patcharamainaruebhorn (THA) · Woranatchayakorn Phirachayakrailert (THA) | Asami Shiba (JPN) · Saki Maruyama (JPN) · 14–21, 21–12, 15–12                | Elizabeth Alchin (AUS) · Kayla Mears (AUS)                                    |
| Corigliano-Rossano Future Corigliano-Rossano, Italien US$5 000 31 augusti–3 september 2023 | Sara Sinisalo (FIN) · Anniina Parkkinen (FIN) · 21–17, 21–18                  | Heleene Hollas (EST) · Liisa Remmelg (EST)                                             | Rachele Mancinelli (ITA) · Aurora Mattavelli (ITA) · 21–12, 21–15            | Valerie Dvorníková (CZE) · Anna Pospíšilová (CZE)                             |
| Warszawa Future II Warszawa, Polen US$5 000 7–10 september 2023                            | Maryna Hladun (UKR) · Tetiana Lazarenko (UKR) · 21–10, 21–14                  | Heleene Hollas (EST) · Liisa Remmelg (EST)                                             | Inna Makhno (UKR) · Sofiia Rylova (UKR) · 21–19, 20–22, 16–14                | Anna Pavelková (CZE) · Katerina Pavelková (CZE)                               |
| Miguel Pereira Future Miguel Pereira, Brasilien US$5 000 7–10 september 2023               | Carolina Horta (BRA) · Ana Luiza Mohr (BRA) · 21–15, 21–15                    | Teegan Van Gunst (USA) · Katie Lindstrom (USA)                                         | Flávia Moura (BRA) · Fabrine Conceição (BRA) · 21–14, 21–13                  | Lisbeth Allcca (PER) · Claudia Gaona (PER)                                    |
| Cervia Future Cervia, Italien US$5 000 21–24 september 2023                                | Menia Bentele (SUI) · Anna Lutz (SUI) · 21–19, 22–24, 15–13                   | Jessica Allegretti (ITA) · Eleonora Annibalini (ITA)                                   | Reka Orsi Toth (ITA) · Viktoria Orsi Toth (ITA) · 21–12, 18–21, 15–8         | Aurora Mattavelli (ITA) · Rachele Mancinelli (ITA)                            |
| Halifax Future Halifax, Kanada US$5 000 21–24 september 2023                               | Heather Bansley (CAN) · Sophie Bukovec (CAN) · 21–16, 25–23                   | Kimberly Hildreth (USA) · Teegan Van Gunst (USA)                                       | Carli Lloyd (USA) · Kylie Kuyava-DeBerg (USA) · 21–15, 19–21, 15–13          | Kahlee York (USA) · Mariah Whalen (USA)                                       |
| Paris Elite 16 Paris, Frankrike US$150 000 27 september–1 oktober 2023                     | Ana Patrícia Ramos (BRA) · Eduarda Santos Lisboa (BRA) · 21–10, 18–21, 15–13  | Kristen Nuss (USA) · Taryn Kloth (USA)                                                 | Katja Stam (NED) · Raïsa Schoon (NED) · 21–17, 22–20                         | Valentina Gottardi (ITA) · Marta Menegatti (ITA)                              |
| World Championships Tlaxcala, Mexiko US$500 000 6–15 oktober 2023                          | Sara Hughes (USA) · Kelly Cheng (USA) · 21–16, 24–22                          | Ana Patrícia Ramos (BRA) · Eduarda Santos Lisboa (BRA)                                 | Kristen Nuss (USA) · Taryn Kloth (USA) · 15–21, 21–19, 15–8                  | Mariafe Artacho del Solar (AUS) · Taliqua Clancy (AUS)                        |
| Mallorca Future Palmanova, Spanien US$5 000 18–22 oktober 2023                             | Sarah Cools (BEL) · Lisa van den Vonder (BEL) · 22–20, 21–14                  | Nazaret Florián (ESP) · Aina Munar (ESP)                                               | Federica Frasca (ITA) · Alice Gradini (ITA) · 21–0, 21–0                     | Zhu Lingdi (CHN) · Cao Shuting (CHN)                                          |
| Goa Challenge Goa, Indien US$75 000 19–22 oktober 2023                                     | Anouk Vergé-Dépré (SUI) · Joana Mäder (SUI) · 21–19, 21–16                    | Sandra Ittlinger (GER) · Karla Borger (GER)                                            | Daniela Álvarez (ESP) · Tania Moreno (ESP) · 21–10, 21–16                    | Taravadee Naraphornrapat (THA) · Worapeerachayakorn Kongphopsarutawadee (THA) |
| Haikou Challenge Haikou, Kina US$75 000 2–5 november 2023                                  | Carolina Solberg Salgado (BRA) · Bárbara Seixas (BRA) · 21–14, 21–9           | Zhu Lingdi (CHN) · Cao Shuting (CHN)                                                   | Tainá Silva (BRA) · Victória Lopes (BRA) · 21–15, 21–16                      | Monika Paulikienė (LTU) · Ainė Raupelytė (LTU)                                |
| Chiang Mai Challenge Chiang Mai, Thailand US$75 000 16–19 november 2023                    | Ágatha Bednarczuk (BRA) · Rebecca Cavalcante (BRA) · 21–17, 21–16             | Niina Ahtiainen (FIN) · Taru Lahti-Liukkonen (FIN)                                     | Sarah Pavan (CAN) · Molly McBain (CAN) · 15–21, 21–16, 15–9                  | Wang Fan (CHN) · Dong Jie (CHN)                                               |
| João Pessoa Elite 16 João Pessoa, Brasilien US$150 000 22–26 november 2023                 | Ana Patrícia Ramos (BRA) · Eduarda Santos Lisboa (BRA) · 29–31, 21–16, 15–11  | Carolina Solberg Salgado (BRA) · Bárbara Seixas (BRA)                                  | Xue Chen (CHN) · Xia Xinyi (CHN) · 22–20, 20–22, 15–12                       | Kristen Nuss (USA) · Taryn Kloth (USA)                                        |
| Geelong Future Geelong, Australien US$5 000 22–26 november 2023                            | Jasmine Fleming (AUS) · Georgia Johnson (AUS) · 21–19, 21–12                  | Alison McKay (CAN) · Katherine Wuttunee (CAN)                                          | Loti Joe (VAN) · Linline Matauatu (VAN) · 21–17, 15–21, 15–13                | Madison Shields (USA) · Delaney Peranich (USA)                                |
| Nuvali Challenge Santa Rosa, Filippinerna US$75 000 30 november–3 december 2023            | Anastasija Samoilova (LAT) · Tīna Graudiņa (LAT) · 21–14, 21–18               | Daniela Álvarez (ESP) · Tania Moreno (ESP)                                             | Tainá Silva (BRA) · Victória Lopes (BRA) · 21–17, 21–14                      | Lézana Placette (FRA) · Alexia Richard (FRA)                                  |
| The Finals Doha, Qatar US$800 000 6–9 december 2023                                        | Kristen Nuss (USA) · Taryn Kloth (USA) · 21–17, 21–14                         | Svenja Müller (GER) · Cinja Tillmann (GER)                                             | Ana Patrícia Ramos (BRA) · Eduarda Santos Lisboa (BRA) · 21–13, 18–21, 15–12 | Mariafe Artacho del Solar (AUS) · Taliqua Clancy (AUS)                        |

### Herrar
| Turnering                                                                                  | Mästare                                                               | Två                                                          | Trea                                                                            | Fyra                                                |
| ------------------------------------------------------------------------------------------ | --------------------------------------------------------------------- | ------------------------------------------------------------ | ------------------------------------------------------------------------------- | --------------------------------------------------- |
| Doha Elite 16 Doha, Qatar US$150 000 1–5 februari 2023                                     | Anders Mol (NOR) · Christian Sørum (NOR) · 21–19, 21–19               | David Åhman (SWE) · Jonatan Hellvig (SWE)                    | Alex Ranghieri (ITA) · Adrian Carambula (ITA) · 22–20, 22–20                    | Bartosz Łosiak (POL) · Michał Bryl (POL)            |
| La Paz Challenge La Paz, Mexiko US$75 000 16–19 mars 2023                                  | Pablo Herrera (ESP) · Adrián Gavira (ESP) · 21–17, 15–21, 15–12       | Stefan Boermans (NED) · Yorick de Groot (NED)                | Robin Seidl (AUT) · Moritz Pristauz (AUT) · 21–16, 26–24                        | Evandro Oliveira (BRA) · Arthur Lanci (BRA)         |
| Mt. Maunganui Beach Future Mount Maunganui, Nya Zeeland US$5 000 16–19 mars 2023           | Ha Likejiang (CHN) · Wu Jiaxin (CHN) · 21–17, 21–13                   | Sam O'Dea (NZL) · Ben O'Dea (NZL)                            | David McKienzie (USA) · Benjamin Vaught (USA) · 21–14, 21–11                    | Thomas Hartles (NZL) · Thomas Heijs (NZL)           |
| Tepic Elite 16 Tepic, Mexiko US$150 000 22–26 mars 2023                                    | David Åhman (SWE) · Jonatan Hellvig (SWE) · 21–16, 21–15              | Anders Mol (NOR) · Christian Sørum (NOR)                     | Clemens Wickler (GER) · Nils Ehlers (GER) · 24–22, 21–16                        | Stefan Boermans (NED) · Yorick de Groot (NED)       |
| Coolangatta Beach Future Coolangatta, Australien US$5 000 28 mars–2 april 2023             | Ha Likejiang (CHN) · Wu Jiaxin (CHN) · 21–9, 25–23                    | Pithak Tipjan (THA) · Poravid Taovato (THA)                  | Jordan Hoppe (USA) · Charles Siragusa (USA) · 18–21, 21–14, 15–12               | Simon Kulzer (GER) · Bennet Poniewaz (GER)          |
| Tahiti Future Papeete, Franska polynesien US$5 000 5–9 april 2023                          | Tiziano Andreatta (ITA) · Andrea Abbiati (ITA) · 21–13, 21–13         | Kensuke Shōji (JPN) · Jumpei Ikeda (JPN)                     | Simon Kulzer (GER) · Bennet Poniewaz (GER) · 21–16, 21–14                       | Jake Urrutia (USA) · Ian Satterfield (USA)          |
| Itapema Challenge Itapema, Brasilien US$75 000 6–9 april 2023                              | George Wanderley (BRA) · André Stein (BRA) · 21–16, 21–13             | Youssef Krou (FRA) · Arnaud Gauthier-Rat (FRA)               | Hendrik Mol (NOR) · Mathias Berntsen (NOR) · 21–19, 21–17                       | Noslen Díaz (CUB) · Jorge Alayo (CUB)               |
| Saquarema Challenge Saquarema, Brasilien US$75 000 13–16 april 2023                        | Evandro Oliveira (BRA) · Arthur Lanci (BRA) · 18–21, 21–12, 15–13     | Chase Budinger (USA) · Miles Evans (USA)                     | Julian Hörl (AUT) · Alexander Horst (AUT) · 14–21, 21–15, 15–10                 | Miles Partain (USA) · Andrew Benesh (USA)           |
| Satun Future Pak Nam, Thailand US$5 000 20–23 april 2023                                   | Philipp Huster (GER) · Simon Pfretzschner (GER) · 18–21, 21–17, 15–13 | Paul Henning (GER) · Sven Winter (GER)                       | Samuel Cattet (FRA) · Olivier Barthélémy (FRA) · 16–21, 21–16, 17–15            | Dmitriy Yakovlev (KAZ) · Sergey Bogatu (KAZ)        |
| Uberlândia Elite 16 Uberlândia, Brasilien US$150 000 26–30 april 2023                      | Ondřej Perušič (CZE) · David Schweiner (CZE) · 21–19, 15–21, 15–11    | Anders Mol (NOR) · Christian Sørum (NOR)                     | Bartosz Łosiak (POL) · Michał Bryl (POL) · 21–19, 21–23, 15–9                   | Steven van de Velde (NED) · Matthew Immers (NED)    |
| Madrid Future Madrid, Spanien US$5 000 11–14 maj 2023                                      | Javier Huerta (ESP) · Alejandro Huerta (ESP) · 17–21, 21–16, 15–9     | Paul Henning (GER) · Sven Winter (GER)                       | Li Jie (CHN) · Wang Yanwei (CHN) · 21–18, 21–16                                 | Maximilian Just (GER) · Lui Wüst (GER)              |
| Ostrava Elite 16 Ostrava, Tjeckien US$150 000 31 maj–4 juni 2023                           | Anders Mol (NOR) · Christian Sørum (NOR) · 21–15, 19–21, 15–12        | Cherif Younousse (QAT) · Ahmed Tijan (QAT)                   | Miles Partain (USA) · Andrew Benesh (USA) · 21–14, 21–17                        | Ondřej Perušič (CZE) · David Schweiner (CZE)        |
| Lecce Future Lecce, Italien US$5 000 8–11 juni 2023                                        | Davide Benzi (ITA) · Carlo Bonifazi (ITA) · 21–15, 21–16              | Kryštof Jan Oliva (CZE) · Tadeáš Trousil (CZE)               | Ha Likejiang (CHN) · Wu Jiaxin (CHN) · 21–17, 21–19                             | Gianluca Dal Corso (ITA) · Marco Viscovich (ITA)    |
| Spiez Future Spiez, Schweiz US$5 000 8–11 juni 2023                                        | Marco Krattiger (SUI) · Florian Breer (SUI) · 21–16, 21–19            | Quentin Métral (SUI) · Yves Haussener (SUI)                  | Piotr Janiak (POL) · Jędrzej Brożyniak (POL) · 21–14, 21–15                     | Santeri Sirén (FIN) · Jyrki Nurminen (FIN)          |
| Jurmala Challenge Jūrmala, Lettland US$75 000 15–18 juni 2023                              | Thomas Hodges (AUS) · Zachery Schubert (AUS) · 10–21, 21–16, 15–12    | George Wanderley (BRA) · André Stein (BRA)                   | Vitor Felipe (BRA) · Renato Carvalho (BRA) · 21–15, 16–21, 15–13                | Evandro Oliveira (BRA) · Arthur Lanci (BRA)         |
| Lille Future Lille, Frankrike US$5 000 15–18 juni 2023                                     | Elouan Chouikh-Barbez (FRA) · Tom Altwies (FRA) · 21–17, 21–19        | Louis Vandecaveye (BEL) · Gilles Vandecaveye (BEL)           | Youssef Krou (FRA) · Arnaud Gauthier-Rat (FRA) · 21–14, 21–15                   | Jonas Sagstetter (GER) · Benedikt Sagstetter (GER)  |
| Ios Island Future Íos, Grekland US$5 000 21–24 juni 2023                                   | Markus Mol (NOR) · Jo Sunde (NOR) · 21–17, 27–25                      | Florian Schnetzer (AUT) · Lorenz Petutschnig (AUT)           | Panagiotis Ioannidis (GRE) · Thodoris Papadimitriou (GRE) · 21–18, 14–21, 15–13 | Bautista Amieva (ARG) · Leo Aveiro (ARG)            |
| Helsingfors Future Helsingfors, Finland US$5 000 29 juni–2 juli 2023                       | Evan Cory (USA) · Troy Field (USA) · 21–14, 21–12                     | Mathias Seiser (AUT) · Laurenc Grössig (AUT)                 | Markus Mol (NOR) · Jo Sunde (NOR) · 21–15, 19–21, 15–12                         | Timo Hammarberg (AUT) · Tim Berger (AUT)            |
| Messina Future Messina, Italien US$5 000 29 juni–2 juli 2023                               | Bautista Amieva (ARG) · Leo Aveiro (ARG) · 21–15, 17–21, 15–8         | Florian Schnetzer (AUT) · Lorenz Petutschnig (AUT)           | Gianluca Dal Corso (ITA) · Marco Viscovich (ITA) · 21–0, 21–0                   | Davide Benzi (ITA) · Carlo Bonifazi (ITA)           |
| Gstaad Elite 16 Gstaad, Schweiz US$150 000 5–9 juli 2023                                   | Miles Partain (USA) · Andrew Benesh (USA) · 15–21, 21–11, 18–16       | Anders Mol (NOR) · Christian Sørum (NOR)                     | Michał Bryl (POL) · Bartosz Łosiak (POL) · 21–18, 11–7, ret.                    | George Wanderley (BRA) · André Stein (BRA)          |
| Espinho Challenge Espinho, Portugal US$75 000 13–16 juli 2023                              | Trevor Crabb (USA) · Theo Brunner (USA) · 21–16, 21–17                | Julian Hörl (AUT) · Alexander Horst (AUT)                    | Evandro Oliveira (BRA) · Arthur Lanci (BRA) · 18–21, 21–18, 15–13               | Piotr Kantor (POL) · Jakub Zdybek (POL)             |
| Leuven Future Leuven, Belgien US$5 000 13–16 juli 2023                                     | Immanuel Zürcher (SUI) · Jonathan Jordan (SUI) · 21–18, 21–18         | Mees Sengers (NED) · Dirk Boehlé (NED)                       | Adrian Heidrich (SUI) · Leo Dillier (SUI) · 11–21, 21–16, 15–7                  | Louis Vandecaveye (BEL) · Gilles Vandecaveye (BEL)  |
| Edmonton Challenge Edmonton, Kanada US$75 000 20–23 juli 2023                              | João Pedrosa (POR) · Hugo Campos (POR) · 21–16, 21–18                 | Hendrik Mol (NOR) · Mathias Berntsen (NOR)                   | Samuele Cottafava (ITA) · Paolo Nicolai (ITA) · 21–19, 21–19                    | Pedro Solberg (BRA) · Gustavo Carvalhaes (BRA)      |
| Montreal Elite 16 Montreal, Kanada US$150 000 26–30 juli 2023                              | Anders Mol (NOR) · Christian Sørum (NOR) · 21–17, 15–21, 15–10        | Miles Partain (USA) · Andrew Benesh (USA)                    | Alex Ranghieri (ITA) · Adrian Carambula (ITA) · 24–22, 22–20                    | Evandro Oliveira (BRA) · Arthur Lanci (BRA)         |
| Warszawa Future I Warszawa, Polen US$5 000 10–13 augusti 2023                              | Mārtiņš Pļaviņš (LAT) · Kristians Fokerots (LAT) · 26–24, 21–16       | Jędrzej Brożyniak (POL) · Piotr Janiak (POL)                 | Olivers Bulgačs (LAT) · Edgars Točs (LAT) · 21–18, 19–21, 15–12                 | Artūr Vasiljev (LTU) · Robert Juchnevič (LTU)       |
| Wenzhou Future Wenzhou, Kina US$5 000 10–13 augusti 2023                                   | Wu Jiaxin (CHN) · Ha Likejiang (CHN) · 21–15, 21–17                   | Alani Nicklin (NZL) · Bradley Fuller (NZL)                   | Abbas Pourasgari (IRI) · Alireza Aghajanighasab (IRI) · 21–18, 21–19            | Wang Yanwei (CHN) · Li Jie (CHN)                    |
| Hamburg Elite 16 Hamburg, Tyskland US$150 000 16–20 augusti 2023                           | David Åhman (SWE) · Jonatan Hellvig (SWE) · 21–16, 22–24, 21–19       | Samuele Cottafava (ITA) · Paolo Nicolai (ITA)                | Anders Mol (NOR) · Christian Sørum (NOR) · 21–19, 21–16                         | George Wanderley (BRA) · André Stein (BRA)          |
| Bujumbura Future Bujumbura, Burundi US$5 000 17–20 augusti 2023                            | Richard Peemüller (GER) · Tilo Rietschel (GER) · 21–13, 12–21, 15–11  | Kevin Cuzmiciov (ISR) · River Day (ISR)                      | Juan Enrique Bello (ENG) · Josue Rocha (ENG) · 21–0, 21–0                       | Martin Appelgren (SWE) · Alexander Annerstedt (SWE) |
| Qidong Future Qidong, Kina US$5 000 17–20 augusti 2023                                     | Wang Yanwei (CHN) · Li Jie (CHN) · 21–19, 21–14                       | Thomas Reid (NZL) · John McManaway (NZL)                     | Yusuke Ishijima (JPN) · Takumi Takahashi (JPN) · 21–8, 21–18                    | Qin Chengda (CHN) · Chen Xiufeng (CHN)              |
| El Alamein Future El Alamein, Egypten US$5 000 23–26 augusti 2023                          | Paul Pascariuc (AUT) · Laurenz Leitner (AUT) · 21–18, 18–21, 15–8     | Robin Sowa (GER) · Lukas Pfretzschner (GER)                  | Mārtiņš Pļaviņš (LAT) · Kristians Fokerots (LAT) · 21–19, 21–17                 | Dirk Boehlé (NED) · Mees Sengers (NED)              |
| Baden Future Baden, Österrike US$5 000 23–27 augusti 2023                                  | Martin Ermacora (AUT) · Philipp Waller (AUT) · 21–14, 21–16           | Timo Hammarberg (AUT) · Alexander Horst (AUT)                | Jonas Sagstetter (GER) · Benedikt Sagstetter (GER) · 23–25, 24–22, 15–13        | Hagen Smith (USA) · Logan Webber (USA)              |
| Brno Future Brno, Tjeckien US$5 000 24–27 augusti 2023                                     | Markus Mol (NOR) · Jo Sunde (NOR) · 21–17, 21–18                      | Václav Berčík (CZE) · Matyas Džavoronok (CZE)                | Momme Lorenz (GER) · Eric Stadie (GER) · 21–18, 20–22, 15–13                    | Jan Dumek (CZE) · Jiří Sedlák (CZE)                 |
| Montpellier Future Montpellier, Frankrike US$5 000 30 augusti–3 september 2023             | Arthur Canet (FRA) · Téo Rotar (FRA) · 21–16, 21–15                   | Rémi Bassereau (FRA) · Arnaud Gauthier-Rat (FRA)             | Calvin Ayé (FRA) · Quincy Ayé (FRA) · 21–19, 21–17                              | Samuel Cattet (FRA) · Olivier Barthélémy (FRA)      |
| Corigliano-Rossano Future Corigliano-Rossano, Italien US$5 000 31 augusti–3 september 2023 | Tobia marsetto (ITA) · Jakob Windisch (ITA) · 21–15, 18–21, 15–13     | Eylon Elazar (ISR) · Kevin Cuzmiciov (ISR)                   | Gianluca Dal Corso (ITA) · Marco Viscovich (ITA) · 21–17, 21–19                 | Artúr Hajós (HUN) · Bence Stréli (HUN)              |
| Warszawa Future II Warszawa, Polen US$5 000 31 augusti–3 september 2023                    | Markus Mol (NOR) · Jo Sunde (NOR) · 13–21, 21–15, 15–10               | Ardis Bedrītis (LAT) · Arturs Rinkēvičs (LAT)                | Santeri Sirén (FIN) · Jyrki Nurminen (FIN) · 21–18, 21–15                       | Arnas Rumševičius (LTU) · Tomas Staševičius (LTU)   |
| Miguel Pereira Future Miguel Pereira, Brasilien US$5 000 7–10 september 2023               | Leo Aveiro (ARG) · Bautista Amieva (ARG) · 19–21, 21–16, 15–11        | Gabriel Dos Reis Santiago (BRA) · Felipe Alves Pereira (BRA) | Heitor Benitto (BRA) · Vinícius Rezende (BRA) · 18–21, 21–19, 15–12             | Adelmo Gonçalves (BRA) · Mateus de Paula (BRA)      |
| Cervia Future Cervia, Italien US$5 000 21–24 september 2023                                | Tobia marsetto (ITA) · Jakob Windisch (ITA) · 21–14, 22–20            | Artúr Hajós (HUN) · Bence Stréli (HUN)                       | Ardis Bedrītis (LAT) · Arturs Rinkēvičs (LAT) · 21–11, 21–19                    | David Westphal (CZE) · David Lenc (CZE)             |
| Halifax Future Halifax, Kanada US$5 000 21–24 september 2023                               | Sam Schachter (CAN) · Daniel Dearing (CAN) · 21–17, 27–25             | Hagen Smith (USA) · Logan Webber (USA)                       | Jacob van Geel (CAN) · Zach van Geel (CAN) · 21–17, 16–21, 15–12                | Zechariah Johnson (CAN) · Jordan Deshane (CAN)      |
| Paris Elite 16 Paris, Frankrike US$150 000 27 september–1 oktober 2023                     | Ondřej Perušič (CZE) · David Schweiner (CZE) · 16–21, 21–19, 15–11    | Nils Ehlers (GER) · Clemens Wickler (GER)                    | Alexander Brouwer (NED) · Robert Meeuwsen (NED) · 18–21, 21–18, 15–13           | Julian Hörl (AUT) · Alexander Horst (AUT)           |
| World Championships Tlaxcala, Mexiko US$500 000 6–15 oktober 2023                          | Ondřej Perušič (CZE) · David Schweiner (CZE) · 21–15, 17–21, 15–13    | David Åhman (SWE) · Jonatan Hellvig (SWE)                    | Bartosz Łosiak (POL) · Michał Bryl (POL) · 21–17, 21–18                         | Trevor Crabb (USA) · Theo Brunner (USA)             |
| Goa Challenge Goa, Indien US$75 000 19–22 oktober 2023                                     | Robin Seidl (AUT) · Moritz Pristauz (AUT) · 18–21, 21–16, 17–15       | Pablo Herrera (ESP) · Adrián Gavira (ESP)                    | Javier Bello (ENG) · Joaquin Bello (ENG) · w/o                                  | Lukas Pfretzschner (GER) · Sven Winter (GER)        |
| Mallorca Future Palmanova, Spanien US$5 000 25–29 oktober 2023                             | Timo Hammarberg (AUT) · Tim Berger (AUT) · 21–18, 22–20               | Aleksandrs Samoilovs (LAT) · Mihails Samoilovs (LAT)         | Arnas Rumševičius (LTU) · Tomas Staševičius (LTU) · 21–17, 19–21, 15–11         | Javier Huerta (ESP) · Alejandro Huerta (ESP)        |
| Haikou Challenge Haikou, Kina US$75 000 2–5 november 2023                                  | Miles Evans (USA) · Chase Budinger (USA) · 21–14, 23–21               | Trevor Crabb (USA) · Theo Brunner (USA)                      | Thomas Hodges (AUS) · Zachery Schubert (AUS) · 21–15, 23–21                     | Chaim Schalk (USA) · Tri Bourne (USA)               |
| Chiang Mai Challenge Chiang Mai, Thailand US$75 000 16–19 november 2023                    | Matthew Immers (NED) · Steven van de Velde (NED) · 21–16, 21–13       | Piotr Kantor (POL) · Jakub Zdybek (POL)                      | Miles Evans (USA) · Chase Budinger (USA) · 27–25, 21–23, 15–9                   | Mark Nicolaidis (AUS) · Izac Carracher (AUS)        |
| João Pessoa Elite 16 João Pessoa, Brasilien US$150 000 22–26 november 2023                 | David Åhman (SWE) · Jonatan Hellvig (SWE) · 21–11, 21–18              | Samuele Cottafava (ITA) · Paolo Nicolai (ITA)                | Stefan Boermans (NED) · Yorick de Groot (NED) · 21–15, 21–19                    | George Wanderley (BRA) · André Stein (BRA)          |
| Geelong Future Geelong, Australien US$5 000 22–26 november 2023                            | Paul Burnett (AUS) · Jack Pearse (AUS) · 21–14, 21–13                 | Thomas Reid (NZL) · John McManaway (NZL)                     | Hasan Hüseyin Mermer (TUR) · Sefa Urlu (TUR) · 21–15, 21–18                     | Garang Anyang (AUS) · Justin Schumann (AUS)         |
| Nuvali Challenge Santa Rosa, Filippinerna US$75 000 30 november–3 december 2023            | Robin Seidl (AUT) · Moritz Pristauz (AUT) · 21–18, 21–16              | Thomas Hodges (AUS) · Zachery Schubert (AUS)                 | Patrikas Stankevičius (LTU) · Audrius Knašas (LTU) · 23–21, 17–21, 15–10        | Javier Bello (ENG) · Joaquin Bello (ENG)            |
| The Finals Doha, Qatar US$800 000 6–9 december 2023                                        | David Åhman (SWE) · Jonatan Hellvig (SWE) · 21–16, 21–17              | Anders Mol (NOR) · Christian Sørum (NOR)                     | George Wanderley (BRA) · André Stein (BRA) · 21–17, 21–17                       | Cherif Younousse (QAT) · Ahmed Tijan (QAT)          |

## Turneringsmedaljer per land
| Nr                   | Nation               | Guld | Silver | Brons | Totalt |
| -------------------- | -------------------- | ---- | ------ | ----- | ------ |
| 1                    | Brasilien            | 12   | 8      | 12    | 32     |
| 2                    | USA                  | 10   | 14     | 8     | 32     |
| 3                    | Kina                 | 8    | 3      | 5     | 16     |
| 4                    | Italien              | 7    | 5      | 8     | 20     |
| 5                    | Österrike            | 6    | 7      | 2     | 15     |
| 6                    | Norge                | 6    | 5      | 3     | 14     |
| 7                    | Australien           | 6    | 4      | 5     | 15     |
| 8                    | Schweiz              | 4    | 4      | 5     | 13     |
| 9                    | Tjeckien             | 4    | 3      | 2     | 9      |
| 10                   | Spanien              | 4    | 3      | 1     | 8      |
| 11                   | Sverige              | 4    | 2      | 0     | 6      |
| 12                   | Kanada               | 4    | 1      | 4     | 9      |
| 13                   | Tyskland             | 3    | 6      | 6     | 15     |
| 14                   | Nederländerna        | 3    | 3      | 3     | 9      |
| 15                   | Frankrike            | 2    | 3      | 6     | 11     |
| 16                   | Lettland             | 2    | 2      | 4     | 8      |
| 17                   | Ukraina              | 2    | 1      | 1     | 4      |
| 18                   | Finland              | 2    | 1      | 0     | 3      |
| 19                   | Argentina            | 2    | 0      | 2     | 4      |
| 20                   | Nya Zeeland          | 1    | 5      | 0     | 6      |
| 21                   | Litauen              | 1    | 1      | 4     | 6      |
| 22                   | Belgien              | 1    | 1      | 0     | 2      |
| 23                   | Portugal             | 1    | 0      | 0     | 1      |
| 24                   | Polen                | 0    | 4      | 5     | 9      |
| 25                   | Estland              | 0    | 2      | 0     | 2      |
| 25                   | Israel               | 0    | 2      | 0     | 2      |
| 25                   | Thailand             | 0    | 2      | 0     | 2      |
| 28                   | Japan                | 0    | 1      | 2     | 3      |
| 29                   | Qatar                | 0    | 1      | 0     | 1      |
| 29                   | Ungern               | 0    | 1      | 0     | 1      |
| 31                   | England              | 0    | 0      | 2     | 2      |
| 31                   | Vanuatu              | 0    | 0      | 2     | 2      |
| 33                   | Grekland             | 0    | 0      | 1     | 1      |
| 33                   | Iran                 | 0    | 0      | 1     | 1      |
| 33                   | Turkiet              | 0    | 0      | 1     | 1      |
| Totalt (35 nationer) | Totalt (35 nationer) | 95   | 95     | 95    | 285    |